# Нижній Тихтем
Нижній Тихте́м (рос. Нижний Тыхтем, башк. Түбәнге Тиктәм) — присілок у складі Калтасинського району Башкортостану, Росія. Входить до складу Кельтеївської сільської ради.
Населення — 159 осіб (2010; 194 у 2002).
Національний склад:
- марійці — 54 %